# Neferneferuaton Tasherit

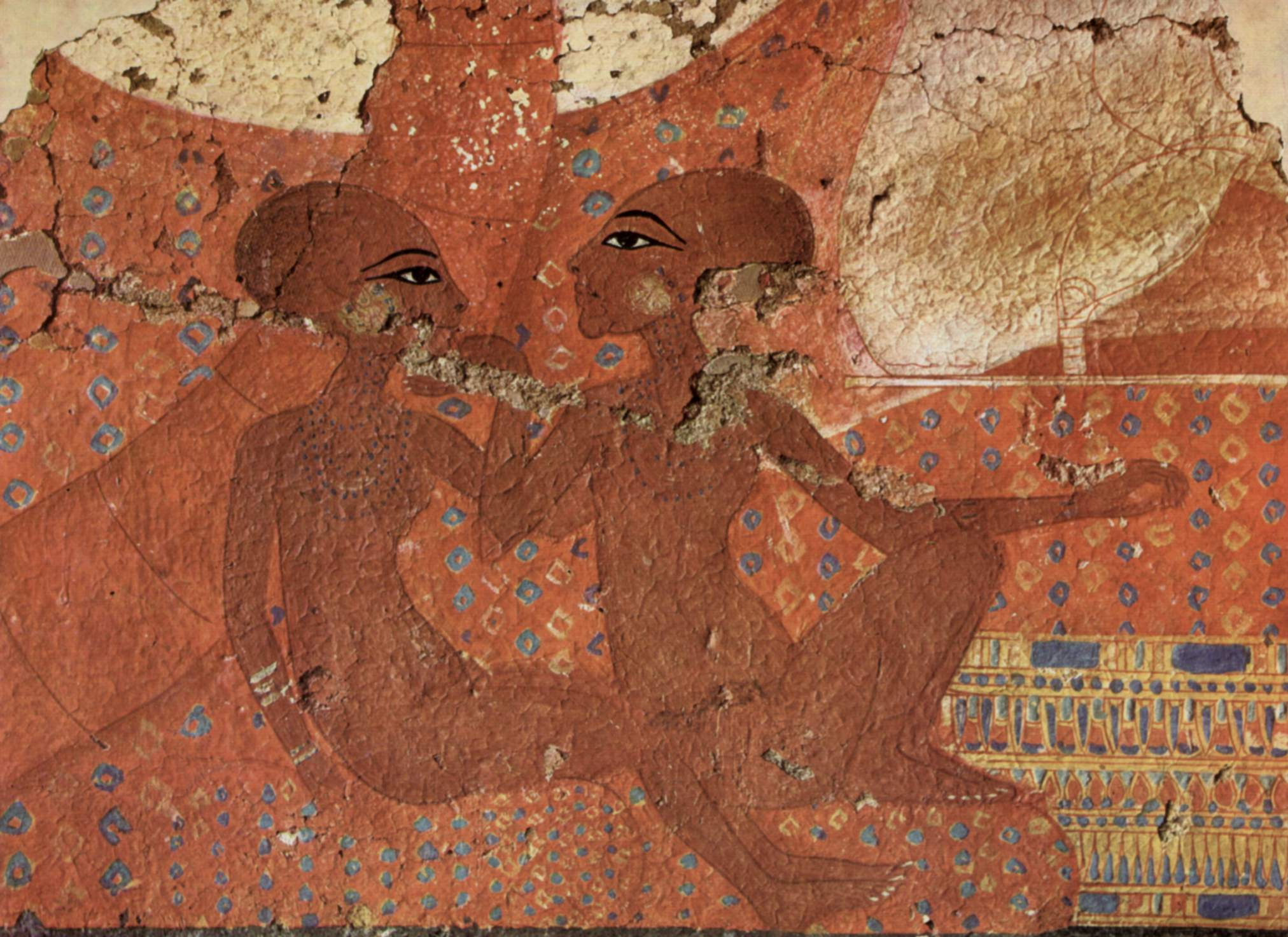
Neferneferura e Neferneferuaton Tasherit (a destra)

Neferneferuaton Tasherit (Akhetaton, ca. 1344 a.C. – Akhetaton, ...) è stata una principessa della XVIII dinastia egizia, figlia del faraone Akhenaton e della regina Nefertiti.

## Famiglia
Neferneferuaton nacque nell'ottavo o nono anno del regno di suo padre. Era la quarta o sesta figlia della coppia reale e probabilmente nacque ad Akhetaton, capitale fondata dal padre. Il suo nome significa "bella tra le belle di Aton" o "la più bella di Aton" ed è l'esatta copia del nome Nefertiti. "Tasherit", invece, significa "la più giovane". Aveva tre sorelle più vecchie (Merytaton, Maketaton e Ankhesenamon) e due più giovani (Neferneferura e Setepenra). Suo fratellastro fu Tutankhamon, figlio sempre di Akhenaton e della mummia The Younger Lady.

## Vita

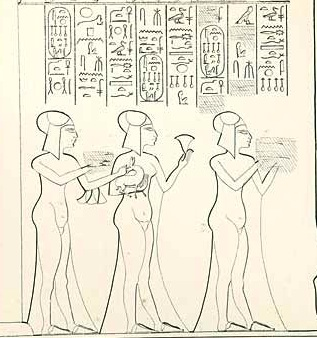
Da sinistra a destra Setepenra, Neferneferura e Neferneferuaton Tasherit.

Una delle prime rappresentazioni di Neferneferuaton Tasherit si trova su un affresco della casa reale ad Amarna e la rappresenta seduta su un cuscino con la sorella Neferneferura. L'affresco è datato al nono anno di regno di Akhenaton e vi è rappresentata l'intera famiglia, compresa una neonata che è la sorella Setepenra.
Neferneferuaton Tasherit è rappresentata in più tombe ad Amarna e appare su diversi monumenti. Una base di statua proveniente da Amarna, poi spostata a Eliopoli, menziona Aton e Akhenaton, mentre in un registro vengono menzionate le figlie reali Ankhesenamon e Neferneferuaton Tasherit.
Nella tomba di Huya, capo dei sovrintendenti di Tyi, nonna di Neferneferuaton, è mostrata in una scena familiare. Ci sono anche rappresentazioni di Akhenaton e Nefertiti con le figlie più anziane e poi il faraone Amenhotep III, la regina Tiy e la principessa Baketaton. Nella tomba di Meryre II, Neferneferuaton Tasherit è mostrata con quattro sorelle (manca Setepenra).
Compare poi, dodicenne, in una tomba di Amarna. Akhenaton e Nefertiti sono rappresentati mentre seduti ricevono il tributo da territori stranieri, e le figlie sono presentate in piedi dietro a loro. Neferneferuaton è la prima nella parte bassa e impugna un oggetto che però non è identificabile, perché troppo danneggiato. Le sorelle Neferneferura e Setepenra sono in piedi dietro di lei.
Neferneferuaton appare anche in altre scene, tra cui quella nella Tomba reale di Akhenaton, ad Amarna, in cui con le sorelle Merytaton e Ankhesenamon porta il lutto per la morte di Maketaton, che aveva circa 14 anni. Le sorelle minori Neferneferura e Setepenra qui non compaiono.

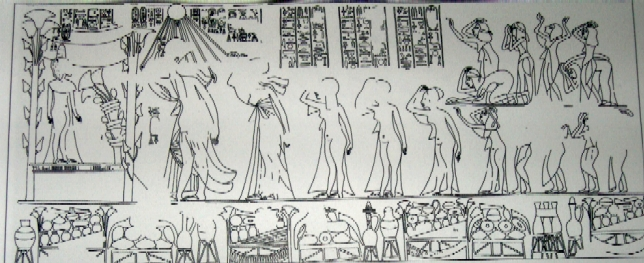
Davanti al canopo di Meketate. Akhenaton, Nefertiti, Maritaton, Ankhesenamon, Neferneferuaton Tasherit.

## Morte
Non si sa con precisione la data della morte di Neferneferuaton Tasherit, ma si pensa che ciò accadde prima dell'ascesa al trono di Tutankhamon e della sua Grande Sposa Reale Ankhesenpaaten, e che quindi ciò sia avvenuto ad Akhetaton. È possibile che sia una delle persone sepolte nella {\displaystyle \alpha } Tomba reale di Akhenaton. 
Si è anche supposto che abbia co-regnato con Akhenaton.